# Lado cliente
Lado cliente (do inglês client-side), também conhecido como front-end refere-se ao ato de obter informações de outro computador chamado servidor no contexto do modelo cliente-servidor de redes de computadores.
Normalmente, um cliente é uma aplicação de computador, como um navegador web, que executa em um computador local do usuário ou em uma estação de trabalho e conecta-se a um servidor quando necessário. As operações podem ser realizadas no lado cliente pois elas necessitam de acesso a informações ou funcionalidades que estão disponíveis no cliente mas não no servidor, devido ao usuário necessitar observá-las ou fornecer entradas, ou devido ao servidor precisar de força de processamento para realizar operações em tempo hábil para todos os clientes que ele serve.